# Diplothyron
Diplothyron fuscus es una especie de araña araneomorfa de la familia Linyphiidae. Es el único miembro del género monotípico Diplothyron.

## Distribución
Se encuentra en Venezuela en Aragua.  